# 岐山车辆段
岐山车辆段是广州地铁9号线的车辆基地，位于花都区风神大道，与飞鹅岭站接轨。

## 建筑
岐山车辆段总占地面积24.09公顷，总建筑面积7.38公顷，共设计22个停车列位，并为远期预留12个停车列位。
岐山车辆段与综合基地工程在2019年获评为该年度第一批国家优质工程奖。

## 历史
岐山车辆段在规划阶段名为民主车辆段，后改为现名。车辆段线下工程于2013年9月开工，线上工程于2015年1月1日开工。车辆段主体工程于2016年1月13日全部封顶。
2017年3月30日，车辆段通过竣工验收。4月21日，车辆段接收首列9号线列车。6月29日，车辆段“三权”移交至地铁运营部门。